# Black Eyed Peas
I Black Eyed Peas (noti per un periodo anche come The Black Eyed Peas) sono un gruppo musicale alternative hip hop statunitense, formatosi nel 1995 a Los Angeles (California) per iniziativa dei rapper apl.de.ap, will.i.am (già compagni di liceo) e Taboo. Nel corso della loro carriera ne hanno fatto parte anche la corista Kim Hill, la cantante Fergie e la cantante J. Rey Soul.
Il loro album di debutto fu Behind the Front, pubblicato nel 1998. Nel 2000 il gruppo pubblicò il secondo album, Bridging the Gap. Il successo giunse nel 2003 con il terzo album Elephunk, il primo inciso con Fergie: da esso furono estratti i singoli Where Is the Love?, Shut Up, Hey Mama e Let's Get It Started. Nel 2005 il quartetto pubblicò il quarto album Monkey Business, promosso dai singoli Don't Phunk with My Heart, Don't Lie, My Humps e Pump It. Nello stesso anno il gruppo collaborò in vari duetti, come nel singolo di Sérgio Mendes Mas que nada. Dopo oltre tre anni di pausa, nel 2009 il gruppo tornò sulle scene musicali con The E.N.D., album che segnò la loro svolta dance pop e che fu promosso da sei singoli, tra cui le hit Boom Boom Pow e I Gotta Feeling; due anni più tardi fu la volta di The Beginning, da cui vennero estratti The Time (Dirty Bit), Just Can't Get Enough e Don't Stop the Party. Nel 2018 sono tornati sulle scene musicali con l'album Masters of the Sun Vol. 1, che ha segnato il ritorno verso l'hip hop nonché il primo uscito dopo l'abbandono di Fergie avvenuto l'anno prima. Nel 2020 è stato pubblicato Translation, frutto della collaborazione del trio con svariati esponenti della scena pop latina e che ha riportato il trio al successo commerciale grazie ai singoli Ritmo (Bad Boys for Life) e Mamacita.
Al 2010 i Black Eyed Peas hanno venduto 35 milioni di album e 41 milioni di singoli.

## Storia

### Primi anni (1995-1997)
Due dei componenti stringono amicizia al liceo. will.i.am e apl.de.ap fanno parte della crew di breakers Tribal Nation, successivamente decidono di dedicarsi alla produzione musicale e fondano la crew Atban Klann, acronimo di A Tribe Beyond A Nation. La Ruthless Records, del rapper Eazy-E, mette sotto contratto il duo nel 1992; viene registrato un album che però l'etichetta non pubblica: il prodotto non rispecchia la sua linea gangsta. Infatti, a partire dai primi anni novanta il concetto di pacifismo nell'hip hop è stato messo in ombra dalla filosofia gangsta rap e da gruppi West Coast come gli N.W.A, da cui Eazy-E proviene. La morte di Eazy-E nel 1995 segna la rottura del duo con la Ruthless. In seguito alla pessima esperienza, i due incontrarono Taboo e insieme cambiarono il nome del gruppo in "Black Eyed Peas", iniziando ad esibirsi nella zona di Los Angeles.

### Behind the FronteBridging the Gap(1998-2002)

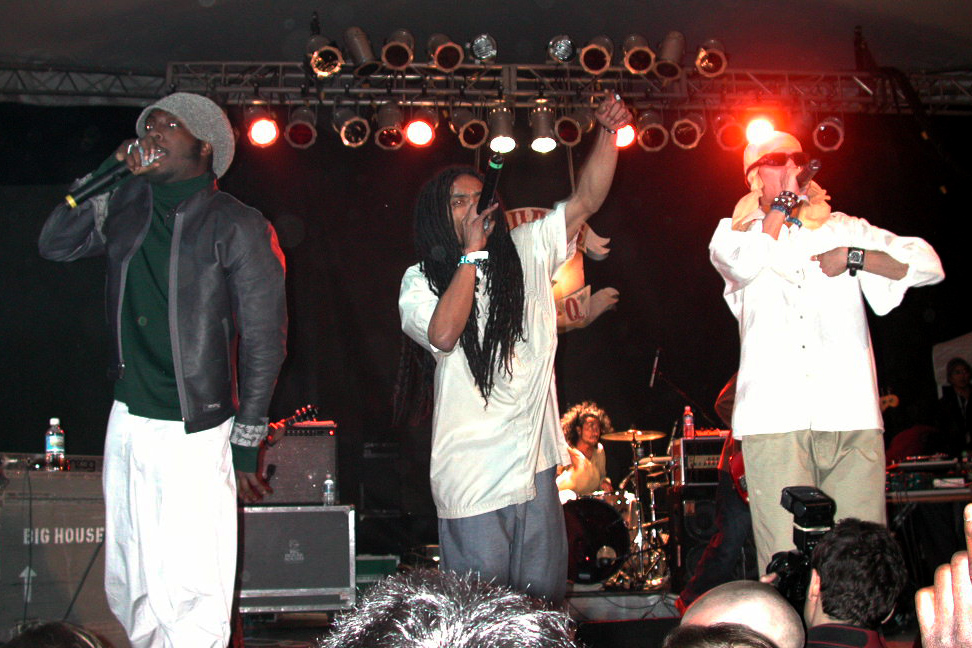
Il gruppo nel 2001

Il 30 giugno 1998 i Black Eyed Peas pubblicarono il primo album in studio, Behind the Front. L'album ricevette ottime critiche. Dall'album furono estratti tre singoli, Fallin' Up/¿Que Dices?, Joints & Jam e Karma, che riscossero un lieve successo negli Stati Uniti. La corista Kim Hill in questi brani è sempre in primo piano, anche nei video musicali. Nel 1999 collaborano anche con il cantante Redfoo, producendo Duet.
Due anni dopo il primo album il gruppo pubblicò un secondo album Bridging the Gap, da cui furono estratti i singoli BEP Empire/Get Original, Weekends (realizzato con Esthero) e Request + Line, che vede invece la partecipazione di Macy Gray. In questo album la corista Kim Hill è poco presente e pochi mesi più tardi abbandonerà il gruppo.

### Ingresso di Fergie,Elephunk(2003-2004)
Il 24 giugno 2003 il gruppo pubblica il terzo album Elephunk. Si tratta del primo album con la cantante Fergie ed il primo realizzato come The Black Eyed Peas. Durante le registrazioni del disco, i tre membri si accorsero che serviva una voce femminile, più permanente ed imponente, soprattutto per la registrazione del brano Shut Up. La prima proposta venne fatta a Nicole Scherzinger, cantante delle Pussycat Dolls, la quale fu costretta a rifiutare, ma subito dopo scelsero per l'appunto Fergie, proveniente dalle Wild Orchid, che accettò. Rispetto ai precedenti album, Elephunk presenta sonorità più pop ed orecchiabili, realizzate per attrarre un pubblico di massa.
Il primo singolo estratto fu Where Is the Love?, realizzato in collaborazione con Justin Timberlake, che divenne la prima hit di successo del gruppo, ottenendo ottimi risultati in tutto il mondo. Il singolo divenne uno dei singoli di maggior successo nel mondo, e in America ottenne eccellenti risultati nella Billboard Hot 100, piazzandosi alla ottava posizione. Anche nel resto del mondo ottenne ottimi risultati, conquistando la prima posizione in Gran Bretagna e in Australia. Come secondo singolo fu estratto Shut Up, che divenne un successo mondiale, nonostante non fosse stata pubblicata negli Stati Uniti. Il singolo come il precedente non passò indifferente e in Europa divenne uno dei maggiori successi del gruppo e dell'anno. Shut Up inoltre si posizionò alla seconda posizione in Regno Unito e fu certificato disco di oro e di platino negli Stati Uniti, in Gran Bretagna ed altri paesi europei come la Germania. Il terzo singolo estratto fu Hey Mama, pubblicata nel 2004. Il brano è stato utilizzato per la canzone pubblicitaria dell'iPod e nel film d'animazione Garfield - Il film. Pur avendo un discreto successo non arrivò al livello dei precedenti singoli, ma comunque non passò inosservata e divenne uno dei maggiori successi del gruppo. Il singolo si è classificato bene nelle classifiche debuttando nella top 30 nella Billboard Hot 100 ed ha riscosso successo anche in parecchi paesi europei. La canzone Let's Get It Started fu scelta come quarto ed ultimo singolo estratto da Elephunk, ottenendo un successo mondiale; inoltre fu utilizzato per gli NBA Playoffs 2004 e in vari film come La bottega del barbiere 2, White Chicks e American Trip - Il primo viaggio non si scorda mai. Il singolo ha vinto Un Grammy come Best Rap Performance nel 2005. Elephunk in tutto vendette circa 2.000.000 di copie in Europa e poco più negli Stati Uniti. In Gran Bretagna vendette 1.300.000 copie. In tutto tocca quasi le 7 milioni di copie mondiali. Con questo album si consacra la band, divenendo famosa in tutto il mondo.

### Monkey Business(2005-2006)
I Black Eyed Peas hanno partecipato anche ad un album in onore di John Lennon, con una cover di una sua canzone. Altri artisti che hanno partecipato sono Avril Lavigne, i Sum 41, i Deftones e i Duran Duran. I proventi della vendita di quell'album andarono ad Amnesty International. L'album è stato registrato durante il 2004 ed è stato distribuito il 7 giugno 2005. Il quarto album della band si intitola Monkey Business. Il primo singolo Don't Phunk with My Heart riscosse un discreto successo e fece vincere alla band il premio come migliore esecutore rap di gruppo ai Grammy Awards del 2006. Don't Phunk with My Heart ha raggiunto la top 5 in Canada e Gran Bretagna ed è rimasta in vetta a classifiche asiatiche e in Australia. Don't Lie fu scelto come secondo singolo nel 2005 ottenendo un successo molto inferiore delle aspettative, risultando un flop. La canzone fu originariamente scritta da Fergie prima che entrasse a far parte del gruppo. Fu poi revisionata e modificata insieme al gruppo. In Europa il singolo non è spiccato molto, a differenza dei precedenti, ma nella Billboard Hot 100 si è piazzato alla 14, e in alcuni paesi europei, ed Australia ha raggiunto la top ten.
Come terzo singolo fu scelto My Humps, che fece guadagnare ai Black Eyed Peas il premio come miglior esecutore rap di gruppo anche ai Grammy Awards 2007. Il singolo ebbe successo, ma comunque non diventò uno dei pezzi più noti del gruppo. L'ultimo pezzo estratto dall'album fu Pump It. La canzone fu utilizzata nello spot della Pepsi-Cola e nei film Missione tata, Quel nano infame, Cars - Motori ruggenti e Garfield 2. La canzone è diventata una hit soprattutto in Australia, non avendo molta luce negli Stati Uniti. In Europa, non è diventata molto nota, anche se alcuni paesi quali Germania, Regno Unito e Italia l'hanno accolta meglio. Nello stesso periodo i Black Eyed Peas duettano con il cantante brasiliano Sérgio Mendes al singolo Mas que nada, incluso successivamente nell'album Timeless di quest'ultimo. Nel 2005 il gruppo ha inoltre intrapreso un tour in Europa e lo stesso anno ha pubblicato una playlist su iTunes dei loro più grandi successi. Monkey Business in tutto arriva a buoni risultati di vendite. Nello stesso anno esce un album, versione remix prevalentemente dei singoli di Monkey Business. Nel 2006 intraprendono un nuovo tour, visitando più di venti paesi.
Terminata la tournée il gruppo è entrato in un periodo di pausa, durante il quale Fergie ha inciso l'album di debutto The Dutchess e will.i.am ha intrapreso collaborazioni con artisti come Michael Jackson, Justin Timberlake, Nelly Furtado, Kelis, John Legend, Cheryl, Sérgio Mendes, e Carlos Santana.

### The E.N.D.(2009-2010)

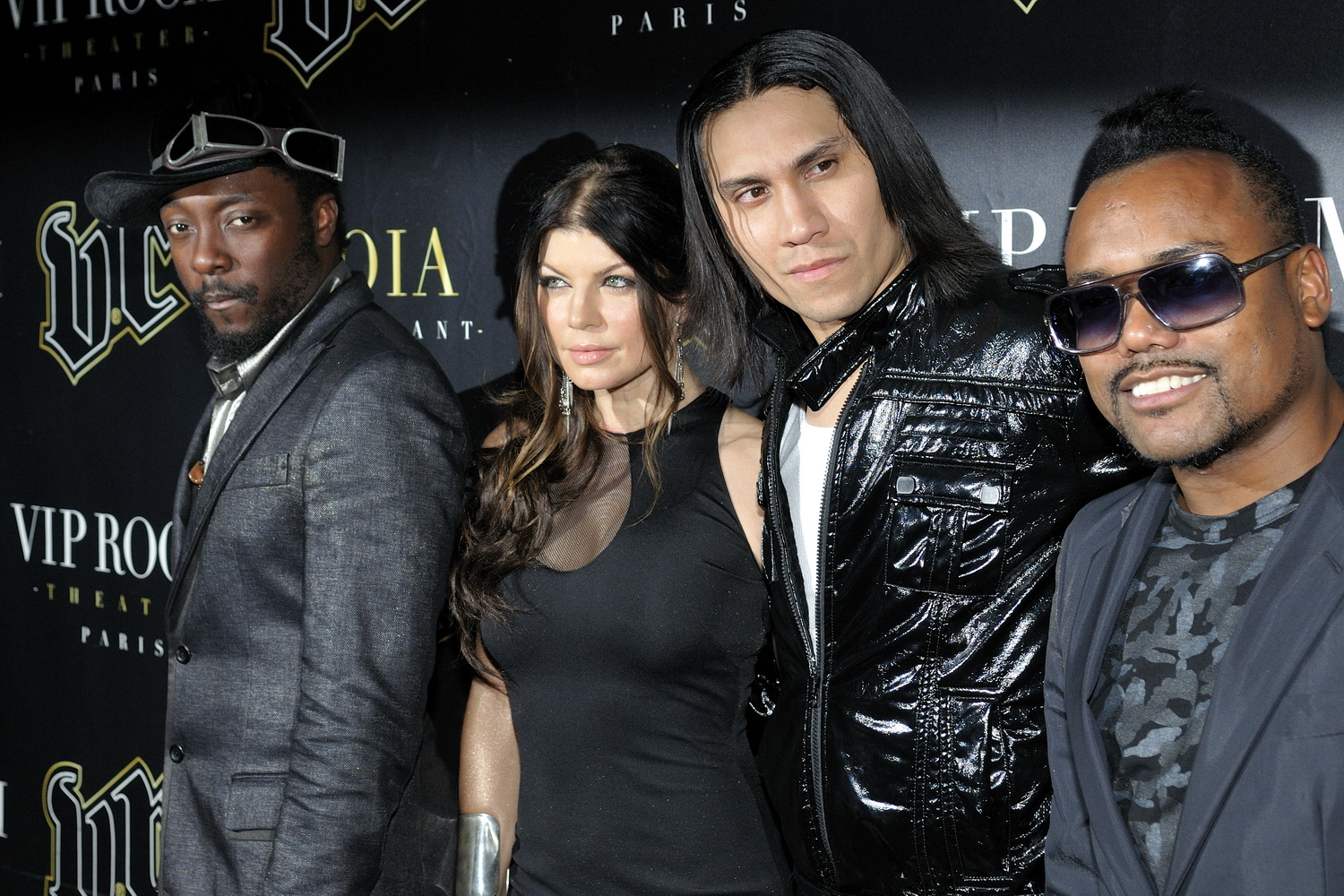
Il gruppo a Parigi nel 2009

Dopo oltre tre anni di assenza, il 9 giugno 2009 il gruppo è tornato sulle scene musicali con il quinto album The E.N.D.. Registrato tra il 2008 ed il 2009, il disco ha rappresentato un distacco netto dalle precedenti pubblicazioni, caratterizzandosi per un massiccio uso dell'Auto-Tune e per le sonorità marcatamente house. Il primo singolo estratto dall'album è Boom Boom Pow, che è rimasto in vetta alla classifica Billboard Hot 100 per 12 settimane, ed è rimasto in classifica per più di un anno, diventando così il loro maggior successo nonché uno dei brani più popolari dell'anno. Il secondo singolo estratto è stato I Gotta Feeling, anch'esso rimasto in vetta alla Billboard Hot 100, totalizzando 13 settimane; il gruppo ha dominato così la classifica per ben 28 settimane, tra i due singoli, stabilendo un record per la Billboard Hot 100. Il singolo, insieme al precedente, è uno dei maggior successi negli Stati Uniti d'America del 2009 e nella Billboard Hot 100 ha segnato un'epoca, diventando uno dei maggior successi della classifica da sempre, ed ha in questa classifica una permanenza tale da segnare un record: è stata nella classifica per quasi due anni.
Nell'ottobre 2009 il quartetto ha lanciato il terzo singolo Meet Me Halfway, che ha ottenuto un buon successo in Europa, dove ha raggiunto la seconda posizione della Top Singoli. In tutto il 2009 l'album ha venduto 4.250.000 copie ed è stato il secondo più venduto dell'anno dopo I Dreamed a Dream di Susan Boyle. Il 15 dicembre le radio statunitensi hanno trasmesso il quarto singolo, Imma Be, destinato al solo mercato statunitense. Nel mercato statunitense ha ricevuto ottime critiche, ma non ha raggiunto alcun successo. Rock That Body sarà invece il quarto singolo per il resto del mondo. Il singolo non avrà un buon successo, ma raggiungerà la notorietà negli Stati Uniti d'America. Nell'estate 2009 i Black Eyed Peas hanno iniziato la prima parte del loro The E.N.D. World Tour partendo dal Giappone, per visitare poi l'Australia e alcuni stati dell'America come artisti di supporto degli U2, raggiungendo altre parti del mondo. A dicembre il gruppo ha ufficializzato sul proprio sito web la seconda parte del tour, iniziato a febbraio 2010 e toccando molte città degli Stati Uniti d'America per poi arrivare a maggio in Europa. Il tour è stato composto in totale da 55 concerti.
Il 10 giugno 2010 i Black Eyed Peas hanno preso parte al concerto di apertura del campionato mondiale di calcio in Sudafrica dove, oltre a eseguire i loro migliori successi, si sono esibiti insieme a vari artisti, tra cui Shakira, Alicia Keys e K'naan.

### The Beginning(2010-2011)

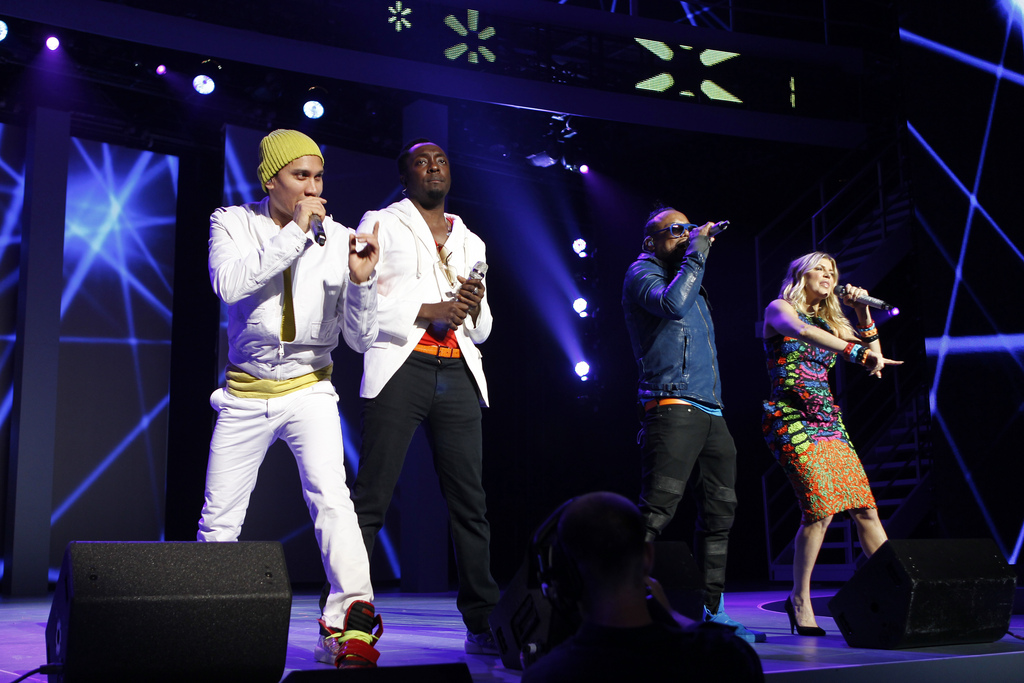
I Black Eyed Peas al Walmart Shareholders' Meeting, 2011

The Beginning è il sesto album dei Black Eyed Peas, che è stato pubblicato il 30 novembre 2010 in gran parte del mondo. Il membro del gruppo apl.de.ap ha affermato che l'album è come una continuazione del precedente lavoro The E.N.D.. Nell'agosto del 2010 è stato fatto sapere il nome dell'album. Il 22 ottobre will.i.am ha pubblicato sul web il primo singolo The Time (Dirty Bit) che campiona il celebre brano (I've Had) The Time of My Life, colonna sonora del celeberrimo film degli anni ottanta Dirty Dancing - Balli proibiti. Il singolo otterrà molto meno successo di quanto sperato, tuttavia nella settimana di debutto nel mondo l'album vendette attorno alle 200,000 copie. A seguito della pubblicazione dell'album la band viene intervistata più volte in Inghilterra ed America, spesso anche per promuovere il lavoro, e per mostrare al pubblico la qualità e il progetto. Questo singolo ha ricevuto molta programmazione radiofonica in Asia e in Europa, infatti ha avuto successo nella stagione autunnale del 2010 in Italia, pur comunque ottenendo meno risultati a livello internazionale dei singoli del precedente album The E.N.D., ma nonostante ciò non è diventato un album scarso a livello di vendite. Parallelamente alla pubblicazione dell'album, la voce rapper maschile del gruppo will.i.am , insegue, inoltre in molti duetti con molti altri artisti anche al di fuori della sfera rap, come aveva già in gran lunga fatto nella momentanea pausa che aveva avuto nella seconda metà degli anni duemila, con la band sottoscritta.
Il 21 novembre 2010 il gruppo è stato premiato come miglior gruppo agli American Music Awards, vincendo per la terza volta questa categoria.
In tutto in circa 4 mesi dall'inizio delle vendite, l'album ha dei risultati un po' scadenti a seguito dell'importanza della band, rispetto a quelli sperati e quelli degli album precedenti dopo il nuovo millennio, pur ricevendo una buona promozione. Il secondo singolo estratto è Just Can't Get Enough, il cui video è stato pubblicato il 16 marzo 2011 ed è stato girato in Giappone una settimana prima che questa regione fosse colpita da un potente terremoto, motivo per cui il video stesso è stato dedicato al popolo Giapponese. Sempre per aiutare il Giappone partecipano alla compilation Songs For Japan donando la canzone One Tribe. A maggio viene commercializzato il video del terzo singolo, Don't Stop the Party. Lo stesso mese partecipano ai Billboard Music Awards dove si esibiscono e vincono nella categoria Miglior gruppo. Dopo i Billboard Music Award Fergie ha annunciato in un'intervista che il gruppo si sarebbe preso una pausa dal business per occuparsi delle rispettive vite private e artistiche.
Per cancellare le voci che dicevano che il gruppo stava attraversando un brutto periodo e che si sarebbe sciolto, il 12 ottobre è uscito il video del brano XOXOXO interpretato interamente dai Baby Peas, personaggi stilizzati ispirati al gruppo. A giugno parte il tour che ha portato la band in Europa e poi negli Stati Uniti d'America.

### Abbandono di Fergie,Masters of the Sun Vol. 1(2013-2018)
In un'intervista, will.i.am ha affermato che il gruppo avrebbe iniziato le registrazioni per il settimo album nel 2013. Due anni più tardi si sono esibiti al Coachella Valley Music and Arts Festival, presentando per l'occasione il brano inedito This Is Awesome, prodotto da David Guetta.
Nel settembre 2016 il gruppo ha pubblicato una nuova versione di Where Is the Love?, intitolata #WHERESTHELOVE e caratterizzata dalla partecipazione vocale di svariati artisti come Jamie Foxx, Mary J. Blige, The Game, Jessie J e Nicole Scherzinger, oltre a un coro di 40 bambini. La pubblicazione ha segnato anche il ritorno al nome originario Black Eyed Peas.
Il 1º giugno 2017 will.i.am ha rivelato l'abbandono di Fergie dalla formazione, ritornata a tre elementi. Due giorni più tardi si sono esibiti a Cardiff in occasione della finale di Uefa Champions League. Il giorno seguente prendono parte al One Love Manchester, concerto di beneficenza organizzato dalla cantante Ariana Grande in seguito all'attentato del 22 maggio 2017. In questa occasione si sono esibiti con il brano Where Is the Love? con la partecipazione della stessa Grande.
Nel 2018 i Black Eyed Peas hanno fatto il loro ritorno sulle scene musicali pubblicando ad inizio gennaio il singolo Street Livin', accompagnato da un videoclip ricco di immagini collegate al razzismo e con un testo che condanna diverse piaghe sociali. Pochi mesi dopo è uscito il singolo Ring the Alarm Pt. 1, Pt. 2, Pt. 3, scelto come apripista per il settimo album in studio Masters of the Sun Vol. 1. Uscito il 26 ottobre dello stesso anno, il disco si compone di dodici brani ed è stato promosso anche dai singoli Constant Pt. 1 Pt. 2, Big Love e Dopeness.

### Translation(2019-2022)

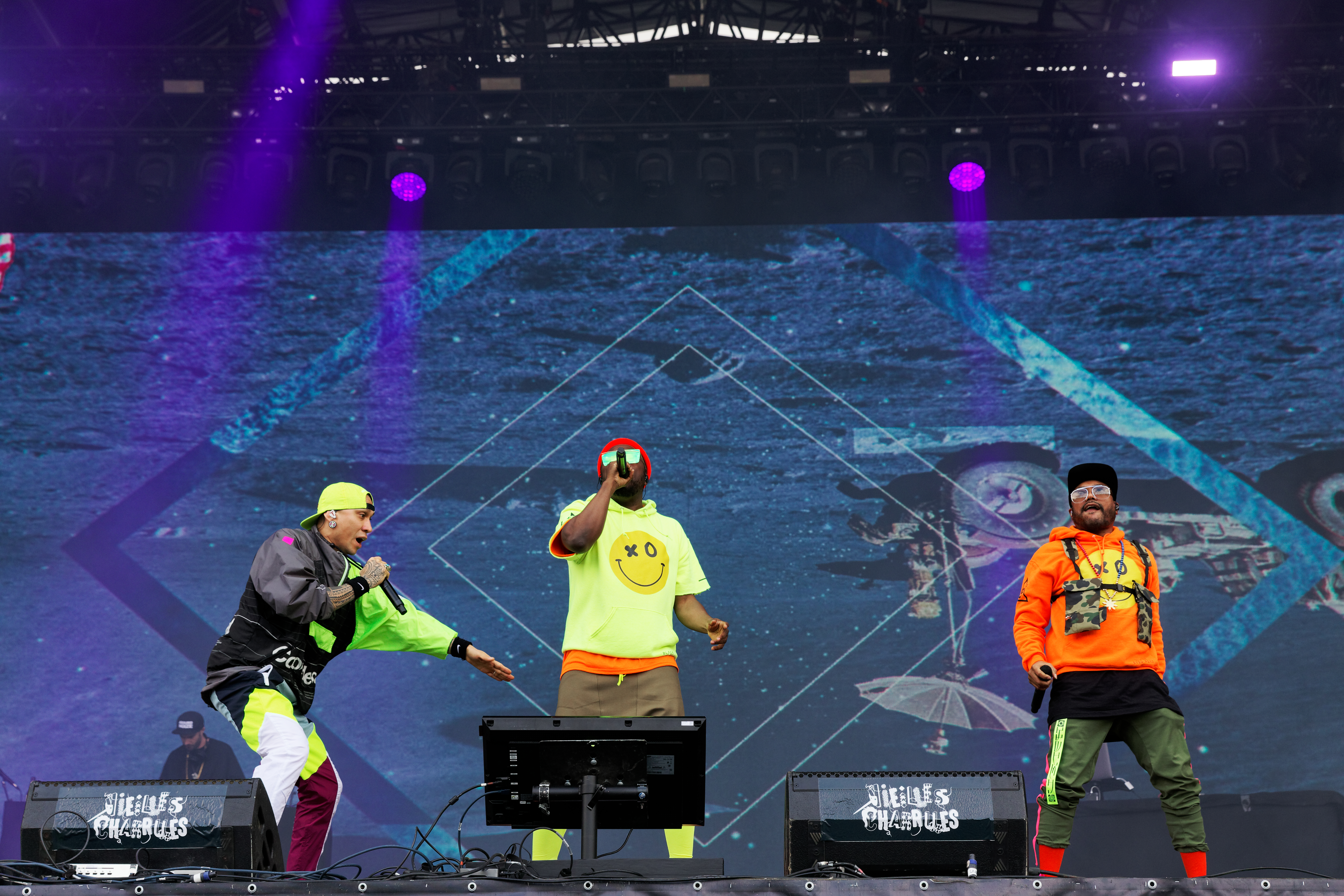
I Black Eyed Peas nel 2019

Nel 2019 il gruppo intraprende una nuova tournée mondiale, durante la quale sono stati accompagnati dalla cantante filippina J. Rey Soul, già presente come ospite in alcuni dei brani di Masters of the Sun Vol. 1. Nello stesso anno hanno pubblicato il singolo Ritmo (Bad Boys for Life), realizzato in collaborazione con il cantante colombiano J Balvin e incluso nella colonna sonora del film Bad Boys for Life, del quale costituisce il tema principale.
Nell'aprile 2020 il trio ha pubblicato il singolo Mamacita, realizzato insieme a Ozuna e J. Rey Soul, quest'ultima divenuta componente stabile nella formazione dal vivo il mese seguente. Il 12 giugno 2020 è stato presentato il singolo No mañana con El Alfa e annunciato l'ottavo album Translation, pubblicato la settimana successiva. Nel disco vengono inserite collaborazioni con superstar della musica latina come Maluma, Shakira, Becky G e Nicky Jam.

### Elevation(2022-presente)
L'11 novembre 2022 viene pubblicato il nono album Elevation, anticipato durante l'anno dai singoli Don't You Worry, realizzato insieme a Shakira e David Guetta, e Simply the Best.
Successivamente sono stati ospiti al Festival di Sanremo 2023, dove hanno portato un medley di Mamacita, Don't You Worry e I Gotta Feeling, seguito infine da Simply the Best.. Il 10 maggio 2024 pubblicano il brano TONIGHT (Bad Boys: Ride or Die) in collaborazione con El Alfa e Becky G che viene estratto dalla colonna sonora del film Bad Boys: Ride or Die.

## Formazione
Attuale
- will.i.am – voce, programmazione, sintetizzatore (1995-presente)
- apl.de.ap – voce, giradischi, tastiera, programmazione, sintetizzatore, chitarra (1995-presente)
- Taboo – voce (1995-presente)

Turnisti
- J. Rey Soul – voce (2020-presente)

Ex-componenti
- Kim Hill – cori (1998-2002)
- Fergie – voce (2002-2017)

## Discografia
- 1998 – Behind the Front
- 2000 – Bridging the Gap
- 2003 – Elephunk
- 2005 – Monkey Business
- 2009 – The E.N.D.
- 2010 – The Beginning
- 2018 – Masters of the Sun Vol. 1
- 2020 – Translation
- 2022 – Elevation

## Tournée
- 1999 – The Smokin' Grooves Tour
- 1999 – Van's Warped Tour[21]
- 2004 – Elephunk Tour
- 2006 – Honda Civic Tour
- 2006 – Monkey Business World Tour
- 2007 – Black Blue & You World Tour
- 2009/2010 – The E.N.D. World Tour
- 2011 – The Beginning Massive Stadium Tour
- 2018 – The Masters of the Sun Tour

## Riconoscimenti

### Grammy Award
| Categoria                                          | Genere      | Canzone                   | Anno | Risultato       |
| -------------------------------------------------- | ----------- | ------------------------- | ---- | --------------- |
| Record of the Year                                 | Rap         | Where Is the Love?        | 2004 | Nominato        |
| Best Rap Collaboration                             | Rap         | Where Is the Love?        | 2004 | Nominato        |
| Best Rap Song                                      | Rap         | Let's Get It Started      | 2005 | Nominato        |
| Record of the Year                                 | General     | Let's Get It Started      | 2005 | Nominato        |
| Best Rap Performance by a Duo or a Group           | Rap         | Let's Get It Started      | 2005 | Vincitore/trice |
| Best Rap Performance by a Duo or a Group           | Rap         | Don't Phunk with My Heart | 2006 | Vincitore/trice |
| Best Rap Performance by a Duo or a Group           | Rap         | My Humps                  | 2007 | Vincitore/trice |
| Best Dance Recording                               | Dance       | Boom Boom Pow             | 2010 | Nominato        |
| Best Short Form Music Video                        | Music video | Boom Boom Pow             | 2010 | Vincitore/trice |
| Record of the Year                                 | General     | I Gotta Feeling           | 2010 | Nominato        |
| Best Pop Performance by a Duo or Group with Vocals | Pop         | I Gotta Feeling           | 2010 | Vincitore/trice |
| Album of the Year                                  | General     | The E.N.D.                | 2010 | Nominato        |
| Best Pop Vocal Album                               | Pop         | The E.N.D.                | 2010 | Vincitore/trice |